# Crown Vic
Crown Vic es una película estadounidense de crimen y de suspenso de 2019 dirigida y escrita por Joel Souza y protagonizada por Thomas Jane, Luke Kleintank, Gregg Bello, David Krumholtz, Bridget Moynahan, Scottie Thompson y Josh Hopkins. La película se centra en los sucesos ocurridos durante el turno de noche del veterano agente del Departamento de Policía de Los Ángeles, Ray Mandel, y su aprendiz, Nick Holland. El título de la película deriva del Ford Crown Victoria, un coche muy utilizado por la policía estadounidense, que también utilizan los protagonistas.
Crown Vic se estrenó el 26 de abril de 2019 en el Festival de Cine de Tribeca y se estrenó en cines y en formato bajo demanda el 8 de noviembre de 2019 en Estados Unidos. La película recibió críticas mixtas, que señalaron similitudes con la película de 2001, Día de entrenamiento.

## Reparto
- Thomas Jane como Ray Mandel
- Luke Kleintank como Nick Holland
- Gregg Bello como Don Koski
- David Krumholtz como Stroke Adams
- Bridget Moynahan como Tracy Peters
- Scottie Thompson como Claire
- Josh Hopkins como Jack VanZandt
- Devon Werkheiser como Floyd Stiles
- Emma Ishta como Ally